# Shankar Laxman
Shankar Laxman, o Shankar Lakshman (Mhow, 7 luglio 1933 – Mhow, 29 aprile 2006), è stato un hockeista su prato indiano.

## Palmarès

### Olimpiadi
- 3 medaglie:
  - 2 ori (Melbourne 1956; Tokyo 1964)
  - 1 argento (Roma 1960)

### Giochi asiatici
- 3 medaglie:
  - 1 oro (1966)
  - 2 argenti (1958; 1962)